# アケルナル
アケルナル（Achernar）、またはエリダヌス座α星は、エリダヌス座で最も明るい恒星で、全天に21個ある1等星の1つである。エリダヌス座の南端にある。アケルナルは、2つの恒星から成る連星で、主星はエリダヌス座α星A、伴星はエリダヌス座α星B（非公式だが、アケルナルBとも呼ばれる）と呼ばれている。ヒッパルコス衛星による年周視差の値からすると、アケルナルは地球から約139光年離れている。
主星はスペクトル分類においてはB型主系列星に分類される。主星は、自転速度が異常なほど高速なため、形状は回転楕円体になっているとされている。伴星はA型主系列星で、主星よりも小さく、主星からは12au離れている。

## 観測
アケルナルの赤緯は-57°14′（2000年）であり、北緯約33度より北では地平線より上に昇って来ない。そのため、日本では鹿児島・宮崎・高知南部・熊本中部・長崎南部・大分南部・愛媛南部・伊豆諸島南部以南の地域でしか見る事ができず、北半球の多くの国々では全く見ることができない。また、沖縄や小笠原諸島などでもあまり高く昇らず、南の空に低く見ることしかできない。このため、かなり明るい星にも関わらず、日本での知名度はそう高くない。しかし、南半球では、青白い輝きが目立ち、オーストラリアのシドニーでは年中沈まない周極星になる。また、近くに小マゼラン雲も見える。

## 特徴

アケルナルの想像図。自転があまりに速いために、遠心力で引き延ばされているという説がある。また、表面は高温のため青白く見える。

主星アケルナルAは質量が太陽の約7倍もある青く輝く恒星である。スペクトル型はB6Vpe型で、太陽よりも3,150倍明るい。超大型望遠鏡VLTによる観測で、アケルナルAの周りを公転している伴星アケルナルBが発見されている。伴星アケルナルBはスペクトル型がA0V-A3VのA型主系列星とされており、質量は太陽の約2倍とされている。主星からは12.3au離れており、公転周期は少なくとも、14～15年である。
2003年のヨーロッパ南天天文台のVLT干渉計による観測により、アケルナルAが、赤道方向に極めてつぶれた形をしていることが分かった。赤道方向の直径は太陽の約12倍、極方向は約7.7倍であり、赤道直径の方が極直径よりも56%も長い。これは秒速約250kmという猛スピードで自転しているためだと考えられている（太陽は秒速約1.8km）。自転軸は地球に対して約65度傾いている。ただし、アケルナルは2個の恒星から成る連星のため、これはケプラー軌道を公転している伴星アケルナルBの存在も無視できないとされている。同じような形状の恒星として、レグルスがある。
この極端に歪んだ形状により、アケルナルAには表面温度に著しい差がある。極地域では20,000K以上だが、赤道では10,000K以下であり、全球での平均は15,000Kである。表面温度が高い極からは、表面からガスが放出され、強い極風が生じる。実際に、アケルナルAでは、周囲にガス円盤が形成されている事を示す赤外超過が観測されている。イオン化されているガス円盤が存在している事はBe星の共通の特徴である。円盤は安定しておらず、定期的に恒星に落下していく。アケルナルAの円盤の最大偏光が2014年9月に観測され、現在は減少している。

## 観測史
アケルナルは、現在1等星とされる21個の恒星のうち、古代ギリシャ人に知られていなかった唯一の星であり、西洋の観測記録に最後に登場した1等星である。
地球の歳差運動により、紀元前3400年頃のアケルナルは赤緯-82.60度と天の南極の近くにあったとされる。したがって、古代エジプト人は、その存在を知らなかった。西暦100年でも、赤緯は-67度で、アレクサンドリアにいたクラウディオス・プトレマイオスもその存在を知らなかった。一方、エリダヌス座θ星は、クレタ島の北側で観測出来た。よって、プトレマイオスはエリダヌス座の南端をθ星としていた。アケルナルが、アレクサンドリアで観測出来るようになったのは、1600年頃であった。
アケルナルを記載した最初の星表は、オランダの航海者ペーテル・ケイセルがインド洋を航海した際に遺した記録を参考にヨハン・バイエルが作成したウラノメトリアであった。
2000年3月までは、アケルナルとフォーマルハウトが共に他の1等星から天球上で最も離れた位置にあった。それ以降は、さそり座のアンタレスが他の1等星から最も離れた位置にある。ただし、アンタレスを含むさそり座には多くの2等星があるが、アケルナルとフォーマルハウトの周囲には明るく見える恒星がない。
アケルナルはその後、歳差運動により数千年かけて北上しており、8,000年から11,000年後には、其の最北点に達し、ドイツやイングランド南部付近にも見えるようになるといわれている。現在のアケルナルは九州や四国以南でなければ見えない。YouTubeのビデオより、大分県で観測されたことがある。台湾などのところではアケルナルは5度位あるので、雲と高い建物がなければ都心でも楽に見える。

## 名称
バイエル符号における名称は、エリダヌス座α星（α Eridani、略称はα Eri）で、フラムスティード番号はない。アケルナルという固有名は、アラビア語で「河の果て」という意味である「آخر النهر ākhir an-nahr（アーヒル・アン＝ナハル）」に由来する。これは、アケルナルが、エリダヌス座の南端にあり、オリオン座の西から始まるエリダヌス川が、蛇行しながら南へ流れ、アケルナルで終わるように見立てられたことから来ている。中世までエリダヌス座の本来の南の端はθ星（アカマル）であり、「アカマル」（Acamar）という呼称自体がアラビア語で「川の果て」を意味するアラビア語「アーヒル・アン＝ナフル」 ākhir al-nahr に由来したものであった。 ルネサンス期にエリダヌス座が南に拡張された時に、「川の果て」も南へ移動し現在のα星が新たに「川の果て」となりアカマル（Acamar）と同じ ākhir al-nahr の音に由来する「アケルナル」（Achernar）と呼ばれるようになった。
アケルナルはAとBから成る連星のため、国際天文学連合によって、恒星系をまとめたワシントン重星カタログ(WMC)に登録されている。
2016年、国際天文学連合は、恒星の固有名に関するワーキンググループ(Working Group on Star Names, WGSN)を組織した。ワーキンググループは、対象となる恒星が連星系の場合、最も明るい恒星に、その名称を付与する事としている。2016年6月30日に国際天文学連合の恒星の命名に関するワーキンググループは、Achernar をエリダヌス座α星Aの固有名として正式に承認した。
中国では、アケルナルはζ星とη星と共に、「水委」と呼ばれるアステリズムを成している。その中で、アケルナルは1番目の恒星とされているため、「水委一」と呼ばれている。
オーストラリアビクトリア州の北西部に居住するブロン人は、アケルナルをYerrerdetkurrkと名付けた。